# Hitac (2013.)
Hitac je hrvatski dramski dugometražni triler redatelja i scenarista Roberta Orhela iz 2013. godine, nastao u koprodukciji studija Kinorama i Hrvatske radiotelevizije. U kino distribuciju krenuo je 25. srpnja 2013., nakon premijere na Pulskom filmskom festivalu. Osim pulskog, sudjelovao je i na filmskim festivalima u Montrealu, Reykjaviku, Montpellieru, Setúbalu, Londonu, Los Angelesu, New Yorku, Vancouveru, Torontu, Budimpešti, Berlinu i Bruxsellesu.

## Radnja
Trudna inspektorica Anita istražuje zagonetno ubojstvo koje je pukim slučajem počinila Petra, studentica čiji je život ispunjen brojnim nedaćama. Međutim, ono što će početi kao rutinska istraga uskoro će otkriti kako ove dvije žene, unatoč svojem različitom društvenom statusu i odrastanju, imaju puno više zajedničkog nego li su isprva mogle očekivati.

## Glumačka postava
- Ecija Ojdanić – Anita
- Iva Babić – Petra
- Barbara Nola – Petrina majka
- Enes Vejzović – Ivan
- Milan Štrljić – Anitin otac
- Milan Pleština – Petrin otac
- Alen Liverić – Matija
- Mia Biondić – Morana
- Danko Ljuština – Goran
- Branko Meničanin – Kebalo
- Filip Nola – Damir
- Tanja Tušek – Ines
- Stefan Kapičić – Crni